# Districtul Ghadamis
Ghadamis este un district în Libia. Are 19.000 locuitori pe o suprafață de 51.750 km².